# 扎利斯齊 (圖里西克區)
51°14′0″N 24°26′8″E / 51.23333°N 24.43556°E
扎利斯齊（烏克蘭語：Залісці），是烏克蘭的村落，位於該國西部沃倫州，由科韋利區負責管轄，始建於1511年，面積0.66平方公里，海拔高度197米，2001年該村落人口65。